# 参審制
参審制（さんしんせい）は、刑事訴訟において、一般市民から選出された参審員と職業裁判官がともに評議を行い、事実認定及び量刑判断を行う制度である。参審員の選出方法や任期は国によって異なる。
主にドイツやフランス、イタリアなどのヨーロッパ諸国でおこなわれており、日本の裁判員制度もこれを参考としている。

## 各国の参審制

### 日本
法曹無資格者と職業裁判官からなる合議体が裁判を行う制度を参審制であると解するなら､裁判員制度も参審制の一種である｡また裁判員制度開始の前に、元死刑囚である宅間守が起こした附属池田小事件がきっかけとなり「心神喪失者等の触法及び精神医療に関するプロジェクトチーム（自民党座長：熊代昭彦、与党座長：佐藤剛男）」が作られ、日本で初めての参審制と言われる制度が作られた。詳細は「心神喪失等の状態で重大な他害行為を行った者の医療及び観察等に関する法律」を参照。また､かつての陸軍軍法会議および海軍軍法会議では､法曹有資格者である法務官と無資格者である陸軍将校又は海軍士官(判士）からなる合議体によって裁判が行われており､広義には参審制の一種と理解することもできる｡

### デンマーク
デンマークでは、陪審制と参審制が併用されており、参審制は地方裁判所及び高等裁判所で採用されている。陪審員及び参審員は、いずれも基礎自治体の作る候補者リストから選任され、任期は4年である。
地方裁判所
通常の刑事事件は、地方裁判所が第一審裁判所となっており、そのうち自白事件は職業裁判官単独で審理され、否認事件の場合に参審裁判により審理される。
地方裁判所の参審裁判では、職業裁判官1人と参審員2人が評議に参加する。
高等裁判所
高等裁判所が扱う事件は大きく分けて二種類ある。ひとつは高等裁判所を第一審裁判所とする重大事件（求刑が4年以上の自由刑の事件）であり、これは陪審裁判によって審理される。もうひとつは地方裁判所の判決に対する控訴事件であり、これが参審裁判によって審理される。
高等裁判所の参審裁判の構成は、職業裁判官3人と参審員3人になる。

### ノルウェー
ノルウェーでは、デンマーク同様、陪審制と参審制が併用されており、参審制は地方裁判所及び高等裁判所で採用されている。
地方裁判所
法廷での全面自白事件は職業裁判官単独で審理されるが、それ以外の事件は全て参審裁判により審理される。
裁判体の構成は職業裁判官1人と参審員2人が原則だが、重大で複雑な事件では職業裁判官2人と参審員3人とすることができる。
高等裁判所
第二審裁判所である高等裁判所では、量刑のみが争われている軽微な事件が職業裁判官3人による裁判で審理され、重罪（法定刑が6年以上の自由刑）についての否認事件が陪審裁判で審理されるが、それ以外は、職業裁判官3人と参審員4人による参審裁判で審理される。参審裁判では、有罪評決をするには、7人のうち5人の賛成が必要である。

### ドイツ
ドイツでは、原則としてすべての刑事事件が対象となっており、地方裁判所では参審員2名と裁判官3名、区裁判所では参審員2名と裁判官1名が評議に参加する。参審員は市町村が作成した候補者名簿から選任され、任期は5年である。

### フランス
フランスの重罪院 (Cour d'assises) では、陪審員9人（控訴審では12人）が職業裁判官3人とともに審理する制度が採用されている。フランスでは「陪審制」(Jury) と呼ばれているが、制度の実質は参審制である。陪審員は、選挙人名簿に基づき作成された開廷期名簿から事件ごとに選任され、任期は開廷期の数週間である。

### イタリア
イタリアでは、一定の重大犯罪が対象となっており、参審員6名と職業裁判官2名が共に評議に参加する。参審員は各自治体が作成した候補者名簿から選任され、任期は3ヶ月である。

### 中国
中華人民共和国では、刑事民事の第一審で1名の職業裁判官と任期5年で任命される2名の人民陪審員の合議体によって裁判が行われており、フランスと同様、名称にかかわらず講学上の参審制であると解される。